# Аднан Ковачевич
Аднан Ковачевич (босн. Adnan Kovačević, нар. 9 вересня 1993, Котор-Варош, Республіка Сербська, Боснія і Герцеговина) — боснійський футболіст, захисник польського клубу «Медзь» (Легниця) та збірної Боснії і Герцеговини. 

## Клубна кар'єра
Народився 9 вересня 1993 року в місті Котор-Варош в Боснії і Герцеговини. Вихованець юнацьких команд «Влашич» та «Травник». 19 травня 2011 року в матчі проти «Бораца» (0:2) дебютував у складі першої команди «Травника» у чемпіонаті Боснії і Герцеговини. 28 травня в поєдинку проти столичного «Олімпіка» (3:5) Аднан забив свій перший гол за «Травник». Всього провів в рідній команді два сезони, взявши участь у 46 матчах чемпіонату.
Влітку 2013 року Ковачевич перейшов у «Сараєво», підписавши контракт на два роки. 31 серпня в дербі проти «Олімпіка» він дебютував за нову команду. 26 квітня 2014 року в поєдинку проти «Вітеза» (4:0) Аднан забив свій перший гол за «Сараєво». У тому ж році він допоміг клубу завоювати Кубок Боснії і Герцеговини, а в 2015 році став  чемпіоном країни. Загалом відіграв за команду з боснійської столиці чотири сезони своєї ігрової кар'єри, хоча в останньому сезоні 2016/17 майже не грав, оскільки 13 липня 2016 року отримав розрив передньої хрестоподібної зв'язки, через що пропустив сім місяців.
12 липня 2017 року уклав дворічний контракт з можливістю продовжити його ще на один сезон з польським клубом «Корона» (Кельце), у складі якого провів наступні три роки своєї кар'єри гравця. Більшість часу, проведеного у складі «Корони», був основним гравцем захисту команди. 17 липня 2017 року в матчі проти «Заглембє» він дебютував у польській Екстракласі. 8 грудня 2018 року в поєдинку проти плоцької «Вісли» Аднан забив свій перший гол за «Корону». Влітку 2019 року він був обраний капітаном команди.
У липні 2020 року Ковачевич підписав трирічний контракт з угорською командою «Ференцварош». 19 серпня 2020 року він дебютував за команду в кваліфікації Ліги чемпіонів проти шведського «Юргордена», а через два тижні дебютував і в чемпіонаті Угорщини перемогою над «Залаегерсегом».

## Виступи за збірні
Протягом 2012—2013 років залучався до складу молодіжної збірної Боснії і Герцеговини, за яку зіграв у 7 офіційних матчах.
12 жовтня 2019 року дебютував в офіційних матчах у складі національної збірної Боснії і Герцеговини в відбірковому матчі до чемпіонату Європи 2020 року проти збірної Фінляндії (4:1). А за три дні, в наступному матчі кваліфікації проти збірної Греції (1:2) відзначився автоголом.
| Дата       | Місто      | Господарі            | Результат | Гості                | Турнір                               | Голи | Примітки  |
| ---------- | ---------- | -------------------- | --------- | -------------------- | ------------------------------------ | ---- | --------- |
| 12-10-2019 | Зениця     | Боснія і Герцеговина | 4 – 1     | Фінляндія            | Відбір до ЧЄ 2020                    | -    |           |
| 15-10-2019 | Афіни      | Греція               | 2 – 1     | Боснія і Герцеговина | Відбір до ЧЄ 2020                    | -    |           |
| 15-11-2019 | Зениця     | Боснія і Герцеговина | 0 – 3     | Італія               | Відбір до ЧЄ 2020                    | -    | 79'       |
| 12-11-2020 | Сараєво    | Боснія і Герцеговина | 0 – 2     | Іран                 | товариський матч                     | -    |           |
| 4-9-2021   | Зениця     | Боснія і Герцеговина | 1 – 0     | Кувейт               | товариський матч                     | -    | 85'       |
| 9-10-2021  | Астана     | Казахстан            | 0 – 2     | Боснія і Герцеговина | Відбір до ЧС 2022                    | -    |           |
| 12-10-2021 | Львів      | Україна              | 1 – 1     | Боснія і Герцеговина | Відбір до ЧС 2022                    | -    | 90+1'     |
| 16-11-2021 | Зениця     | Боснія і Герцеговина | 0 – 2     | Україна              | Відбір до ЧС 2022                    | -    |           |
| 25-3-2022  | Зениця     | Боснія і Герцеговина | 0 – 1     | Грузія               | товариський матч                     | -    | 76'       |
| 14-6-2022  | Зениця     | Боснія і Герцеговина | 3 – 2     | Фінляндія            | Ліга націй УЄФА 2022-2023 - 1-й етап | -    | 73'       |
| 26-9-2022  | Бухарест   | Румунія              | 4 – 1     | Боснія і Герцеговина | Ліга націй УЄФА 2022-2023 - 1-й етап | -    | 25'       |
| 16-11-2023 | Люксембург | Люксембург           | 4 – 1     | Боснія і Герцеговина | Відбір до ЧЄ 2024                    | -    |           |
| 21-3-2024  | Зениця     | Боснія і Герцеговина | 1 – 2     | Україна              | Відбір до ЧЄ 2024                    | -    | 82' 90+4' |
| Усього     |            | Матчів               | 13        |                      | Голів                                | 0    |           |

## Титули і досягнення
- Чемпіон Боснії і Герцеговини (1):

«Сараєво»: 2014/15
- Володар Кубка Боснії і Герцеговини (1):

«Сараєво»: 2013/14
- Чемпіон Угорщини (3):

«Ференцварош»: 2020/21, 2021/22, 2022/23
- Володар Кубка Угорщини (1):

«Ференцварош»: 2021/22